# Аяччо-2
Ая́ччо-2 (фр. Ajaccio-2, корс. Aiacciu-2) — один из 11 кантонов департамента Южная Корсика, региона Корсика, Франция. INSEE код кантона — 2A02. Кантон полностью находится в округе Аяччо. В кантон входит часть коммуны Аяччо.

## История
Кантон Аяччо-2 (Вьей-Виль-Сюд) был создан по декрету от 18 августа 1973 года. В кантон входила часть коммуны Аяччо.
По закону от 17 мая 2013 и декрету от 14 февраля 2014 года количество кантонов в департаменте Южная Корсика уменьшилось с 22 до 11. Новое территориальное деление департаментов на кантоны вступило в силу во время выборов 2015 года. Таким образом, часть коммуны Аяччо, принадлежащая кантону Аяччо-2, была переопределена 22 марта 2015 года.

## Население
В таблице приведена динамика численности населения по 2012 год. В 2015 году территория кантона была изменена, а население соответственно возросло до 14 033 человек (население во время переписи 2012 года на территории, определённой в 2015 году).
| 1990 | 1999 | 2006 | 2008 | 2011 | 2012 |
| ---- | ---- | ---- | ---- | ---- | ---- |
| 3761 | 2675 | 4064 | 3984 | 3680 | 3827 |

## Политика
Согласно закону от 17 мая 2013 года избиратели каждого кантона в ходе выборов выбирают двух членов генерального совета департамента разного пола. Они избираются на 6 лет большинством голосов по результату одного или двух туров выборов.
В первом туре кантональных выборов 22 марта 2015 года в Аяччо-2 баллотировались 3 пары кандидатов. С поддержкой 57,58 % Стефан Вануччи и Мари Цукарелли были избраны на 2015—2021 годы. Явка на выборы составила 49,81 %.
| Мандат | Мандат | Кандидаты                            |                | Партия              | Первый тур | Первый тур |
| Мандат | Мандат | Кандидаты                            | Кол-во голосов | Партия              | % голосов  |            |
| ------ | ------ | ------------------------------------ | -------------- | ------------------- | ---------- | ---------- |
| 2015   | 2021   | Стефан Вануччи и Мари Цукарелли      |                | Беспартийные правые | 1876       | 57,58      |
| 2015   | 2021   | Франсуа Касасопрана и Мари-Жозе Жоли |                | Беспартийные левые  | 864        | 26,52      |
| 2015   | 2021   | Жак Касамарта и Патрисия Курсио      |                | Левый фронт         | 518        | 15,90      |